# A-League (Estats Units)
|  | No s'ha de confondre amb A-League. |

La A-League fou una competició futbolística professional disputada per clubs dels Estats Units i el Canadà que estigué activa entre 1995 i 2004.
Es creà com la reestructuració de l'existent American Professional Soccer League l'any 1995. A partir de 1996, amb la creació de la Major League Soccer (MLS) passà a ser la segona divisió nacional, ingressant el 1997 a la USISL.

## Historial

### Campions finals
Fonts:
- 1995: Seattle Sounders
- 1996: Seattle Sounders
- 1997: Milwaukee Rampage
- 1998: Rochester Raging Rhinos
- 1999: Minnesota Thunder
- 2000: Rochester Raging Rhinos
- 2001: Rochester Raging Rhinos
- 2002: Milwaukee Rampage
- 2003: Charleston Battery
- 2004: Montreal Impact

### Temporada regular
- 1995: Montreal Impact
- 1996: Montreal Impact
- 1997: Montreal Impact
- 1998: Rochester Raging Rhinos
- 1999: Rochester Raging Rhinos
- 2000: Minnesota Thunder
- 2001: Richmond Kickers
- 2002: Seattle Sounders
- 2003: Milwaukee Wave United
- 2004: Portland Timbers